# Kathy Boudin
Kathy Boudin, född 19 maj 1943 i Greenwich Village i New York, död 1 maj 2022 i New York, var en av medlemmarna i den vänsterradikala amerikanska organisationen The Weathermen.

## Biografi
Kathy Boudin föddes på Manhattan. Familjens hus från 1800-talet var värd för stadens vänsterintellektuella; hon gick på liberala Greenwich Village-skolor och var regelbunden gäst hos kända författare och politiska aktivister. Hennes far, Leonard Boudin, var medborgarrättsadvokat vars klientlista inbegrep Paul Robeson, och andra som ställdes inför House Un-American Activities Committee under de antikommunistiska häxjakterna på 1950-talet. Han representerade senare regeringen för den kubanske diktatorn Fidel Castro, medborgarrättsaktivisten Julian Bond, anti-Vietnamkrigets protestledare Benjamin Spock och Pentagon Papers-läckaren Daniel Ellsberg. Boudins moster Esther Roisman var gift med den kände undersökande journalisten I.F. Stone.
Kathy Boudin kom med andra medlemmar i Students for a Democratic Society aktivister att sälla sig till den mer våldsbenägna Weathermen-fraktionen, när Weathermen splittrades 1969.
Den nya organisationen tog sitt namn från en text i Bob Dylan-låten "Subterranean Homesick Blues": "Du behöver ingen väderman för att veta åt vilket håll vinden blåser". Boudin hjälpte till att organisera och deltog i aktionen Days of Rage i oktober 1969, där mängder av hjälmförsedda militanta krossade rutorna på bilar och butiksfönster i centrala Chicago. Hon och andra i gruppen allierade sig med Svarta pantrarna och andra grupper som alla brottsbekämpande myndigheter ansåg vara subversiva.
Den 6 mars 1970 i Greenwich Village inträffade en explosion i ett hus där medlemmar av Weather Underground tillverkade bomber i källaren. Explosionen startade en serie om tre explosioner, som förstörde det fyra våningar höga radhuset fullständigt, och skadade allvarligt dem som låg intill det, inklusive skådespelaren Dustin Hoffmans och teaterkritikern Mel Gussows dåvarande hem. Tre "vädermän", Ted Gold, Diana Oughton och Terry Robbins, dödades i explosionen, medan Kathy Boudin och Cathy Wilkerson, hjälptes ut ur huset och därefter flydde.  Initialt troddes explosionen orsakats av en gasläcka, men det hittades rester av odetonerade bomber, och material för tillverkning. Under 1970-talet låg Weather Underground bakom ett tiotal bombattentat i USA.
Under elva år gick Kathy Boudin under jorden, men fängslades 1981 efter ett misslyckat värdetransportrån, där två poliser och en transportör dödades. Under fängelsetiden avlade Boudin magisterexamen i vuxenutbildning vid Norwich University i Vermont. Efter villkorlig frigivning 2003 avlade hon doktorsexamen vid Columbia University Teachers College 2007, och ett år senare utsågs hon till adjungerad professor vid Columbias School of Social Work. Hon avled i cancer den 1 maj 2022.